# A Spanner in the Works
Albums de Rod Stewart
Vagabond Heart
(1991) When We Were the New Boys
(1998)
Singles
1. You’re The Star
2. Leave Virginia Alone
3. This
4. Lady Luck
5. Purple Heather

A Spanner in the Works est le 17e album studio de Rod Stewart, sorti le 26 mai 1995, produit par Trevor Horn et Rod Stewart sous label Warner Bros. Records (WEA 9362 45867-1/2).

## Pistes de l'album
| 1.    | Windy Town (Chris Rea)                                            | Trevor Horn                                          | 5:12 |
| 2.    | The Downtown Lights (Paul Buchanan)                               | Trevor Horn                                          | 6:33 |
| 3.    | Leave Virginia Alone (Tom Petty)                                  | James Newton-Howard, Michael Ostin et Lenny Waronker | 4:07 |
| 4.    | Sweetheart Like You (Bob Dylan)                                   | Trevor Horn, Rod Stewart                             | 4:54 |
| 5.    | This (John Capek, Marc Jordan)                                    | Trevor Horn                                          | 5:19 |
| 6.    | Lady Luck (Carmine Rojas, Jeff Golub, Kevin Savigar, Rod Stewart) | Trevor Horn, Rod Stewart                             | 4:25 |
| 7.    | You're The Star (Billy Livsey, Frankie Miller, Graham Lyle)       | Trevor Horn, Rod Stewart, Bernard Edwards            | 4:39 |
| 8.    | Muddy, Sam and Otis (Stewart, Savigar)                            | Trevor Horn, Rod Stewart                             | 4:42 |
| 9.    | Hang on St. Christopher (Tom Waits)                               | Trevor Horn                                          | 4:04 |
| 10.   | Delicious (Stewart, Andy Taylor, Robin LeMesurier)                | Rod Stewart, Bernard Edwards, Andy Taylor            | 4:43 |
| 11.   | Soothe Me (Sam Cooke)                                             | Rod Stewart, Bernard Edwards                         | 3:33 |
| 12.   | Purple Heather (Traditionnel, arrangé par Rod Stewart)            | Trevor Horn, Rod Stewart                             | 4:58 |
| 57:15 |                                                                   |                                                      |      |